# Гунеш
Гунеш (перс. گونش) — село в Ірані, у дегестані Челеванд, у бахші Лавандевіл, шагрестані Астара остану Ґілян. За даними перепису 2006 року, його населення становило 38 осіб, що проживали у складі 8 сімей.

## Клімат
Середня річна температура становить 12,67 °C, середня максимальна – 27,18 °C, а середня мінімальна – -1,67 °C. Середня річна кількість опадів – 755 мм.
| Клімат поселення                              | Клімат поселення | Клімат поселення | Клімат поселення | Клімат поселення | Клімат поселення | Клімат поселення | Клімат поселення | Клімат поселення | Клімат поселення | Клімат поселення | Клімат поселення | Клімат поселення | Клімат поселення |
| Показник                                      | Січ.             | Лют.             | Бер.             | Квіт.            | Трав.            | Черв.            | Лип.             | Серп.            | Вер.             | Жовт.            | Лист.            | Груд.            |                  |
| Середній максимум, °C                         | 9,68             | 9,24             | 11,16            | 15,69            | 20,26            | 24,95            | 27,18            | 26,77            | 22,12            | 18,67            | 13,78            | 10,11            |                  |
| Середня температура, °C                       | 4,22             | 3,79             | 5,69             | 10,24            | 14,81            | 19,49            | 23,05            | 22,64            | 17,98            | 14,54            | 9,65             | 5,98             |                  |
| Середній мінімум, °C                          | −1,24            | −1,67            | 0,24             | 4,78             | 9,36             | 14,03            | 18,91            | 18,50            | 13,84            | 10,40            | 5,51             | 1,84             |                  |
| Норма опадів, мм                              | 58               | 56               | 68               | 58               | 52               | 31               | 14               | 35               | 87               | 136              | 91               | 69               |                  |
| Середньомісячна швидкість вітру, м/с          | 2.30             | 2.52             | 2.45             | 2.52             | 2.30             | 2.35             | 2.67             | 2.40             | 2.10             | 2.00             | 2.13             | 2.10             |                  |
| Середньомісячна сонячна радіація, кДж/м²·день | 6877             | 9298             | 11342            | 15695            | 19566            | 22277            | 23348            | 19631            | 15840            | 10771            | 8237             | 6450             |                  |
| --------------------------------------------- | ---------------- | ---------------- | ---------------- | ---------------- | ---------------- | ---------------- | ---------------- | ---------------- | ---------------- | ---------------- | ---------------- | ---------------- | ---------------- |
| Джерело:                                      |                  |                  |                  |                  |                  |                  |                  |                  |                  |                  |                  |                  |                  |